# Hudswell Clarke
Hudswell, Clarke and Company Limited (HCCL) foi uma empresa construtora de locomotivas em Jack Lane, Hunslet, Leeds, West Yorkshire, Inglaterra.

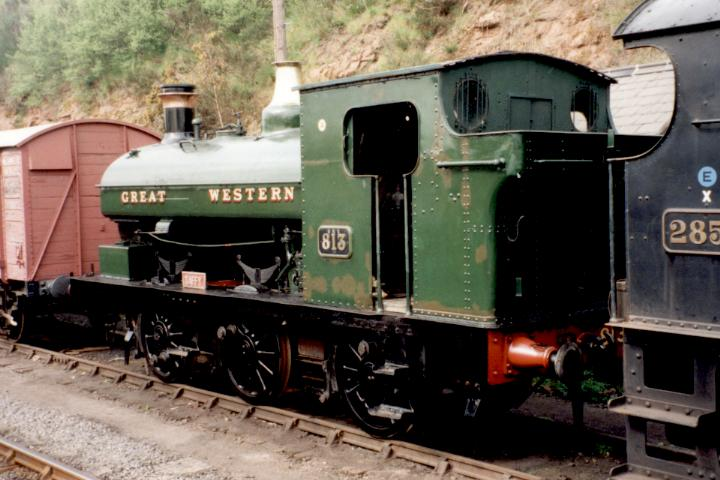
Hudswell Clarke 0-6-0ST (No. 555 of 1901) supplied to the Port Talbot Railway, later the Great Western Railway